# سفارة مالي لدى السعودية
سفارة مالي لدى السعودية هي الممثلية الدبلوماسية العليا لدولة مالي لدى المملكة العربية السعودية. تقع السفارة في حي المحمدية في الرياض.